# René Potier de Blancmesnil
Pour les articles homonymes, voir Famille Potier, Potier et Blancmesnil.
René Potier de Blancmesnil est un aristocrate français de la famille Potier, seigneur de Blanc-Mesnil et du Bourget.

## Biographie
René Potier de Blancmesnil était fils de Nicolas IV Potier de Novion, Président de la Chambre des comptes du Parlement, neveu d'Augustin Potier de Blanc-Mesnil (évêque de Beauvais et Premier ministre en 1643 et cousin de Nicolas Potier de Novion.
Il est conseiller au Parlement de Paris à partir de 1636, il devient premier président de la Chambre d'appel de ce Parlement le 16 février 1645.
Opposé aux nouvelles taxes proposées par Mazarin, son arrestation, le 26 août 1648, ainsi que celle de Pierre Broussel provoque une émeute rue de l'Arbre-Sec et le soulèvement de la Journée des barricades qui marque le début de la Fronde. Il est rétabli en 1652.
Il décède le 17 novembre 1680.

## Descendance
Sa femme était Jeanne de Grimouville, fille de Louis de Grimouville, marquis de la Mailleraye et fait maréchal de camp des armées du Roi le 16 juin 1658 avec laquelle il eut :
- Marie Renée morte, sans alliance, en 1700 à 22 ans.